# Zbigniew Szczepkowski
Zbigniew Szczepkowski (Nowogard, 4 de maio de 1952 - Warsaw, 4 de fevereiro de 2019) foi um ex-ciclista de pista polonês. Competiu representando seu país, Polônia, nos Jogos Olímpicos de Verão de 1976 em Montreal.